# Clairvaux-d'Aveyron
Clairvaux-d'Aveyron är en kommun i departementet Aveyron i regionen Occitanien i södra Frankrike. Kommunen ligger  i kantonen Marcillac-Vallon som ligger i arrondissementet Rodez. År 2022 hade Clairvaux-d'Aveyron 1 154 invånare.

## Befolkningsutveckling
Antalet invånare i kommunen Clairvaux-d'Aveyron
Referens: INSEE

## Galleri

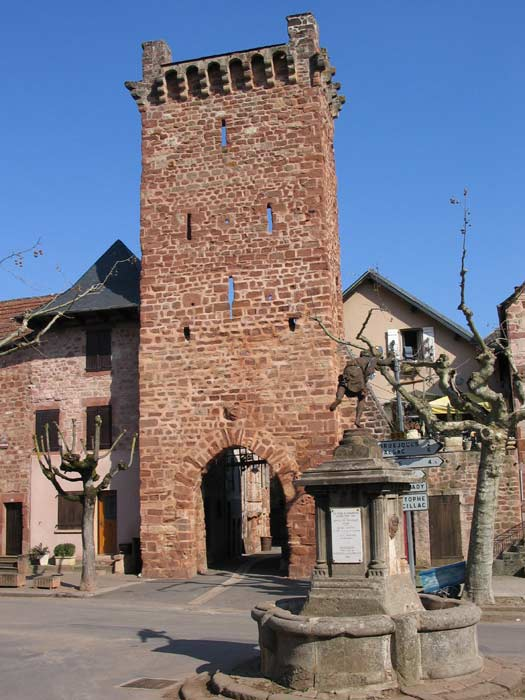
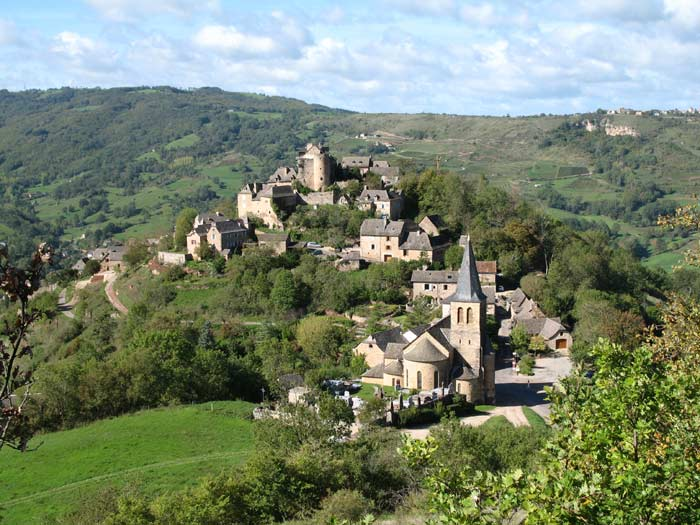